# Primarias municipales de la Nueva Mayoría de 2016
El 19 de junio de 2016 se llevarán a cabo elecciones primarias municipales realizadas por la Nueva Mayoría, de forma simultánea con las primarias municipales de Chile Vamos. A partir de estas primarias se decidirá quiénes serán los candidatos a alcalde en determinadas comunas.

## Antecedentes
La Nueva Mayoría discutió durante 2015 sobre la presentación de más de una lista para la elección de concejales. Se barajó la opción de presentar dos listas: una conformada por el Partido Demócrata Cristiano (PDC) y el Partido Socialista (PS) —emulando el eje instalado entre ambos partidos durante la transición, luego de la dictadura y con el cual se presentaron en anteriores elecciones municipales— y otra por los partidos Radical (PR), por la Democracia (PPD) y Comunista (PCCh). Respecto a esto, faltaba determinar a cuáles listas se sumarían los partidos MAS Región e Izquierda Ciudadana, ante lo cual se señaló la posibilidad de que se aliaran con el Partido Progresista —el cual había realizado conversaciones y acercamientos para un posible ingreso a la Nueva Mayoría— así como también con el Partido Humanista y Revolución Democrática. En el caso de la elección de alcaldes, la coalición acordó lograr consensos en comunas gobernadas por dicho pacto, y de ser necesario realizar elecciones primarias, junto con proponer una modificación de la ley de primarias que permitiera definir candidatos entre varios pactos que pertenezcan a una misma coalición. A fines de diciembre de 2015, el PPD, el PCCh y el PR oficializaron presentarse en una lista conjunta de concejales.

### Primarias internas

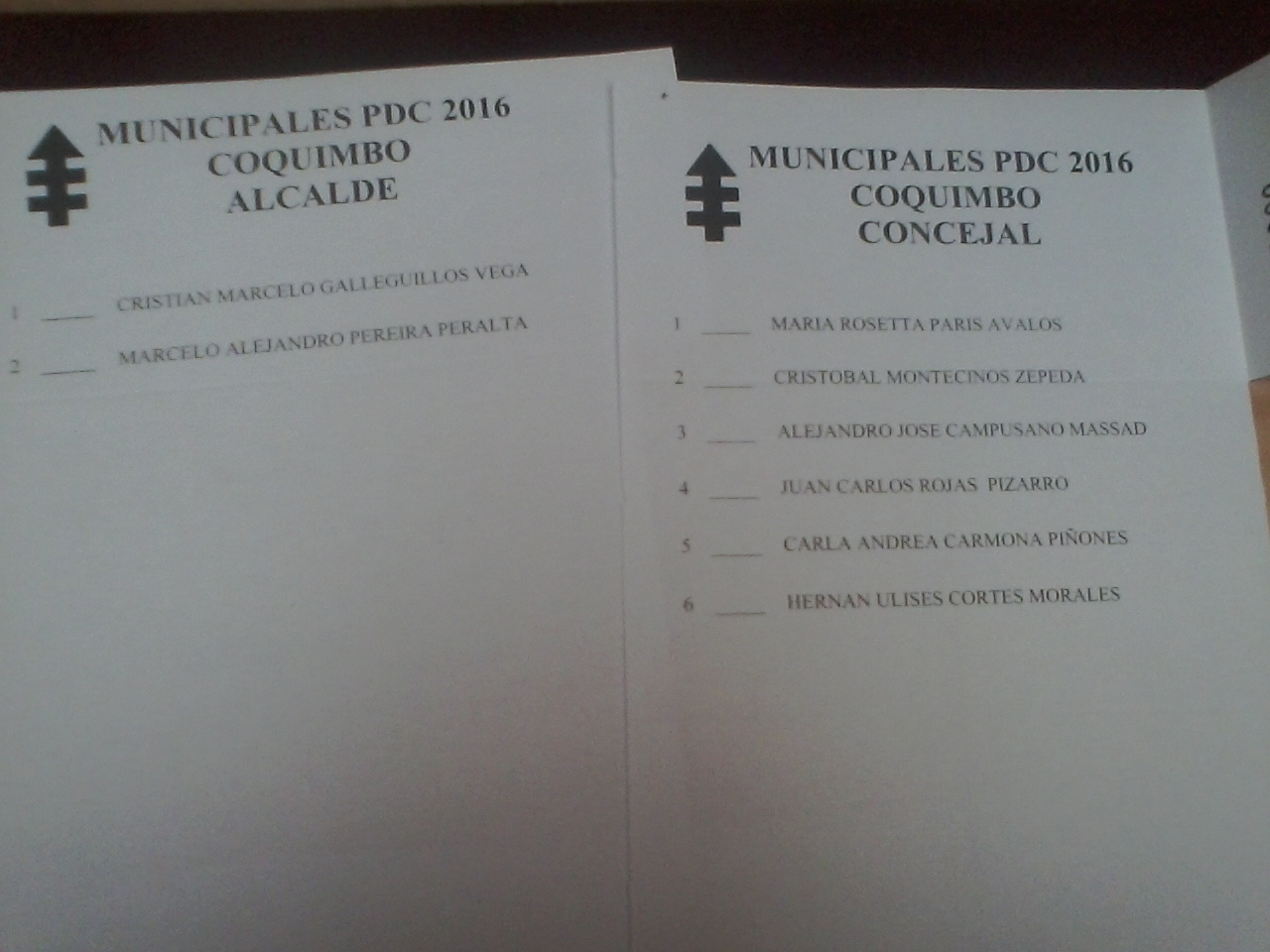
Votos de las primarias de alcalde y concejales del PDC en Coquimbo.

Antes de las elecciones primarias de junio, algunos partidos de la Nueva Mayoría realizaron primarias internas de alcalde y/o concejales el 13 de marzo. Según estimaciones hechas por los partidos, ese día el Partido Demócrata Cristiano realizaría 20 primarias para candidatos a alcalde y 83 para candidatos a concejales, el Partido Socialista realizaría 20, y el Partido por la Democracia 6 a 10. Los partidos Radical Socialdemócrata y Comunista no tenían contemplado realizar primarias internas, sin embargo participaron de ellas con lo cual se establecieron candidaturas únicas a alcaldías y listas separadas a concejalías. Con el paso de las semanas la cifra de comunas fue variando debido a negociaciones internas de los partidos.
Hacia el 11 de marzo, las siguientes comunas y partidos realizarían primarias para elegir candidatos a alcalde:
| - Partido Demócrata Cristiano: - Pica - Calama - Tocopilla - Vallenar - Coquimbo - Ovalle - Monte Patria - Papudo - Llaillay - Villa Alemana - Maipú - Lo Espejo - Lo Prado - Renca - La Cisterna - Paine - San Fernando - Linares - Galvarino - Mariquina - Cochamó - Palena - Quinchao | - Partido Socialista: - Alto Hospicio - Colina - San Bernardo - La Pintana - San José de Maipo - Talagante - San Pedro de la Paz - Coronel - Curanilahue - Contulmo - Mariquina - Llanquihue - Quemchi - Quinchao - Palena - Partido por la Democracia: - Ovalle - Traiguén - Macul - Lo Espejo |

De la misma forma, el Partido Demócrata Cristiano realizó en la misma fecha primarias para determinar los candidatos a concejales en 85 comunas:
| - Alto Hospicio - Iquique - Pica - Calama - San Pedro de Atacama - Tocopilla - Sierra Gorda - Chañaral - Vicuña - Coquimbo - Cabildo - La Calera - Papudo - Petorca - Quillota - San Esteban - San Felipe - Santa María - Quilpué | - Viña del Mar - Lampa - Quilicura - Conchalí - Cerrillos - Estación Central - Maipú - Santiago - Paine - San Bernardo - Alhué - Curacaví - El Monte - Isla de Maipo - Peñaflor - La Reina - El Bosque - La Cisterna - San Ramón | - Pedro Aguirre Cerda - Molina - Sagrada Familia - Teno - Talca - Colbún - Linares - Ñiquén - Quillón - Yumbel - Talcahuano - Chiguayante - Coronel - Santa Juana - Antuco - Curanilahue - Negrete - Quilaco - Quilleco | - Collipulli - Los Sauces - Victoria - Vilcún - Freire - Pitrufquén - Toltén - Mariquina - Valdivia - Río Bueno - Osorno - Maullín - Puerto Montt - Ancud - Castro - Dalcahue - Chile Chico |

El día de las primarias internas, el PDC estimaba que alrededor de 60 mil votantes participaron de las elecciones de su partido, mientras que el PS situó su cifra en 17 458 y el PPD en 7600 participantes.

### Definiciones de candidaturas y comunas
En abril la coalición determinó varias de las comunas en donde se realizarán primarias, y aquellas en donde se definió un candidato de consenso. Algunas de las comunas denominadas «emblemáticas» por la prensa y los partidos eran:
- Santiago: Se presentará la candidatura de la alcaldesa Carolina Tohá (PPD), sin realizarse primarias.[12]
- Providencia: La coalición se omitirá para apoyar la candidatura independiente de la alcaldesa incumbente Josefa Errázuriz.[12]
- Ñuñoa: Se enfrentarán Helia Molina (PPD) y Paula Mendoza (PS), además de la candidata del Partido Comunista y el candidato del Partido Radical.[12]
- Huechuraba: Se realizará una primaria entre Alejandro Jiménez (PRSD) y Carlos Cuadrado (PS).[12]
- Maipú: Se presentarán a las primarias Freddy Campusano (PDC), Nolberto Salinas (PRSD) y el candidato del Partido Socialista, el cual definirá entre Marcela Silva y Hernán Calderón.[12]
- Valparaíso: Se enfrentarán DJ Méndez (Independiente) y el exintendente Omar Jara.[12]
- Puerto Montt: El actual alcalde Gervoy Paredes (PS) se enfrentará con el exintendente Nofal Abud (PPD) y Fernando Soto (PRSD).[12]
- Coihaique: El alcalde Alejandro Huala (PS) se medirá con el exdiputado René Alinco, el concejal Joaquín Soto (PPD) y el consejero regional Miguel Ángel Calisto (PDC).[12]
- Temuco: El exdirector regional del Sernac Edgardo Lovera (PRSD) se medirá con el concejal Juan Aceiton (PDC).[13]

#### Controversia por inscripción de primarias
Producto de diversos desacuerdos entre los partidos respecto de las comunas donde realizarían primarias y que fueron dilatando el proceso de inscripción de las primarias, la presidenta del PS, Isabel Allende Bussi, llegó fuera del plazo límite (23:59 del 20 de abril) al Servicio Electoral (Servel) para registrar las candidaturas —según el Servel, el protocolo exigiría que estén presentes los presidentes de todos los partidos integrantes de la coalición—, por lo que quedaron excluidas del proceso electoral del 19 de junio.
El 21 de abril, la Nueva Mayoría presentó una declaración conjunta de sus partidos integrantes, denunciando una "acción arbitraria" de parte del Servicio Electoral al negarles el recibimiento de los documentos puesto que, según la coalición, no es necesaria la presencia de los presidentes de todos los partidos para aceptar la inscripción de candidaturas, y que tomarían acciones legales en contra del organismo. Ese mismo día, las directivas del Partido Demócrata Cristiano y el Partido Radical Socialdemócrata rechazaron firmar dicha declaración, señalando diferencias con los demás partidos respecto de las críticas al Servel y las negociaciones para realizar primarias en algunas comunas adicionales.
El 22 de abril los partidos de la Nueva Mayoría presentaron una solicitud al Consejo Directivo del Servel para que se pronuncie respecto del actuar de Cabrera al negarse a recibir los documentos, y acepte las candidaturas que iban a ser inscritas. El Consejo Directivo se reunió de forma extraordinaria el 25 de abril para resolver la situación, sin embargo desestimaron el reclamo por no presentar con las firmas de todos los presidentes y secretarios generales de la coalición. La Nueva Mayoría presentó nuevamente el reclamo el 27 de abril, esta vez con los errores corregidos. Dicho recurso fue desestimado definitivamente por el Servicio Electoral el 2 de mayo.
Ante dicha situación, en mayo la Nueva Mayoría presentó el 5 de mayo un recurso de queja en contra de la directora del Servel, Elizabeth Cabrera, ante el Tribunal Calificador de Elecciones, la cual falló el 11 de mayo a favor de la Nueva Mayoría, dándole la posibilidad de inscribir ante el Servel sus primarias municipales.

### Comunas en que se realizaron primarias
Tras de fallo del Tricel, se comunicó que la Nueva Mayoría había presentado candidaturas para un total de 66 primarias legales, sin embargo, unas semanas después y con el retiro de varias candidaturas, la cantidad de primarias se redujo a 53:
| Región             | Comuna              | PDC                  | PS                 | PPD                | PRSD               | PCCh            | IC          | MAS           | Independientes                                |
| ------------------ | ------------------- | -------------------- | ------------------ | ------------------ | ------------------ | --------------- | ----------- | ------------- | --------------------------------------------- |
| Arica y Parinacota | Arica               | Andrea Murillo       | Sandra Negretti    | Miguel Ángel Leiva |                    | Dolores Cautivo | Darío Pinto |               |                                               |
| Tarapacá           | Alto Hospicio       | Patricio Ferreira    | Juan Carlos Zavala | Gonzalo Prieto     |                    |                 |             |               | Cynthia Herrera                               |
| Antofagasta        | Antofagasta         | Silvia Soto          | Andrea Merino      | Hugo Benítez       | Pablo Carrizo      |                 |             |               |                                               |
| Antofagasta        | Calama              | Roxana Portillo      | Norma Araya        |                    | Angelique Araya    | Darío Quiroga   |             |               |                                               |
| Atacama            | Caldera             |                      | Rebeca Salinas     | Brunilda González  | Christian Muñoz    |                 |             |               |                                               |
| Atacama            | Copiapó             | Abel Olmos           | Ibar Espinoza      | José Fernández     |                    |                 |             |               | Marcos López                                  |
| Coquimbo           | Coquimbo            |                      |                    |                    | Juan Alcayaga      |                 |             |               | Marcelo Pereira                               |
| Coquimbo           | Ovalle              | Juan Carlos Castillo |                    | Cristian Sáez      |                    |                 |             |               |                                               |
| Valparaíso         | Casablanca          | Susana Pinto         | Karen Ordóñez      |                    |                    |                 |             |               |                                               |
| Valparaíso         | Concón              |                      |                    |                    | Alberto Fernández  |                 |             |               | Jorge Valdovinos                              |
| Valparaíso         | Valparaíso          | Omar Jara            | Roberto Aravena    |                    |                    |                 |             |               | Leopoldo Méndez                               |
| Valparaíso         | Viña del Mar        | René Lues            | Andrés Silva       |                    |                    |                 |             |               |                                               |
| Valparaíso         | Nogales             |                      | Sandra Lucero      |                    |                    |                 |             |               | Carlos Ortega                                 |
| Metropolitana      | Estación Central    | Patricio González    | Angélica Cid       | Héctor Givovich    | Carlos Flores      | Felipe Zavala   |             |               |                                               |
| Metropolitana      | La Florida          |                      | Verónica Aliaga    | Pía Castelli       |                    | David Peralta   |             |               |                                               |
| Metropolitana      | Ñuñoa               |                      | Paula Mendoza      | Helia Molina       | Eduardo Topelberg  |                 |             |               | Alejandra Placencia                           |
| Metropolitana      | Paine               | Loreto Galindo       | Cristian Sáez      | Cristián Cornejo   |                    | Gustavo Puz     |             |               |                                               |
| Metropolitana      | Peñaflor            | Nibaldo Meza         |                    |                    | Paola Martínez     |                 |             |               | Andrés Márquez                                |
| Metropolitana      | Pirque              |                      | Luis Batallé       | David Nieto        |                    |                 |             | Raúl Palacios |                                               |
| Metropolitana      | Renca               | Claudio Castro       |                    | Teresa Cordero     |                    |                 |             |               |                                               |
| Metropolitana      | San Bernardo        | José Soto            | Cristopher White   | Fernando Quilaleo  |                    | Alamiro Cerda   |             |               |                                               |
| Metropolitana      | San José de Maipo   | Virginia Ríos        | Luis Vargas        | Maite Birke        | Andrés Venegas     |                 |             |               |                                               |
| Metropolitana      | Tiltil              | César Mena           |                    |                    |                    |                 |             |               | Bárbara González                              |
| O'Higgins          | La Estrella         | Ricardo Beas         |                    | David Beas         |                    |                 |             |               |                                               |
| O'Higgins          | Litueche            | Marco Cornejo        | Juan Carlos Labbé  |                    |                    |                 |             |               |                                               |
| O'Higgins          | Machalí             |                      | Claudio Rey        |                    | Juan Carlos Abud   |                 |             |               |                                               |
| O'Higgins          | Olivar              | Albino Reyes         | Práxedes Pérez     |                    |                    |                 |             |               |                                               |
| O'Higgins          | San Fernando        | Carlos Urzúa         | Mario González     |                    | Gabriel Bilbao     |                 |             |               |                                               |
| Maule              | Chanco              |                      |                    |                    |                    |                 |             |               | José Pérez Alfonso Meza                       |
| Maule              | Hualañé             | Carolina Muñoz       |                    |                    |                    |                 |             |               | Arturo Flores                                 |
| Maule              | Linares             | Robinson Flores      | Jorge Díaz         | Fresia Yáñez       |                    |                 |             |               |                                               |
| Maule              | Río Claro           |                      | Jeannette Sandoval |                    | Mauricio Montecino |                 |             |               |                                               |
| Biobío             | Chillán             | Carlos Arzola        | Claudio Martínez   |                    | Aldo Bernucci      |                 |             |               |                                               |
| Biobío             | Coelemu             |                      | Brígida Escalona   | María González     | Luis Ortiz         |                 |             |               | Alejandro Pedreros                            |
| Biobío             | Curanilahue         |                      |                    | Milton Osorio      |                    | Leonidas Peña   |             |               | Juan Fernández                                |
| Biobío             | Los Álamos          | Franklin Liencura    |                    |                    |                    |                 |             |               | Álvaro Alarcón Feizat Azat Paola Melita       |
| Biobío             | Ninhue              | Luis Molina          |                    |                    | Rubén Hernández    |                 |             |               |                                               |
| Biobío             | San Carlos          | Mario Sabag          | Gastón Suazo       |                    |                    |                 |             |               |                                               |
| Biobío             | San Pedro de la Paz | Javier Guiñez        | Iván Salazar       |                    |                    |                 |             |               |                                               |
| Biobío             | Yungay              |                      | Rafael Cifuentes   |                    | Rodrigo Hernández  |                 |             |               |                                               |
| Araucanía          | Ercilla             | Jorge Sougarret      |                    |                    |                    |                 |             |               | Flor Domínguez                                |
| Araucanía          | Freire              | Luis Arias           |                    | María Pilar Lagos  |                    |                 |             |               |                                               |
| Araucanía          | Toltén              | Alejandro Beltrán    |                    |                    | Nelson Castro      |                 |             |               |                                               |
| Araucanía          | Traiguén            |                      |                    |                    | Pablo Mena         |                 |             |               | Ricardo Sanhueza                              |
| Araucanía          | Victoria            | Cecilia Muñoz        |                    |                    | Paulo Miranda      |                 |             |               | Javier Jaramillo                              |
| Los Ríos           | Corral              |                      | Leonel Vera        | Miguel Hernández   |                    |                 |             |               |                                               |
| Los Ríos           | Lanco               | María Luisa Vargas   | Juan Rocha         |                    |                    |                 |             |               |                                               |
| Los Ríos           | Mariquina           |                      | Jaime Ramírez      |                    |                    |                 |             |               | José Apablaza Guido Tripailaf                 |
| Los Ríos           | Panguipulli         | Pablo Sandoval       | Rodrigo Valdivia   | Rolando Werner     | Sandra Añual       |                 |             |               | César Messina                                 |
| Los Ríos           | Río Bueno           | Javier Rosas         |                    | Mirtala Hott       |                    |                 |             |               |                                               |
| Los Ríos           | Valdivia            | Robinson Fernández   | Marcos Ilabaca     | Bárbara Klett      |                    |                 |             |               | Mario Estrada                                 |
| Los Lagos          | Palena              |                      |                    |                    |                    |                 |             |               | Bernardo Riquelme Ricardo Soto Reginio Molina |
| Los Lagos          | Queilén             | Marcos Vargas        |                    |                    | René Cárcamo       |                 |             |               |                                               |

## Resultados

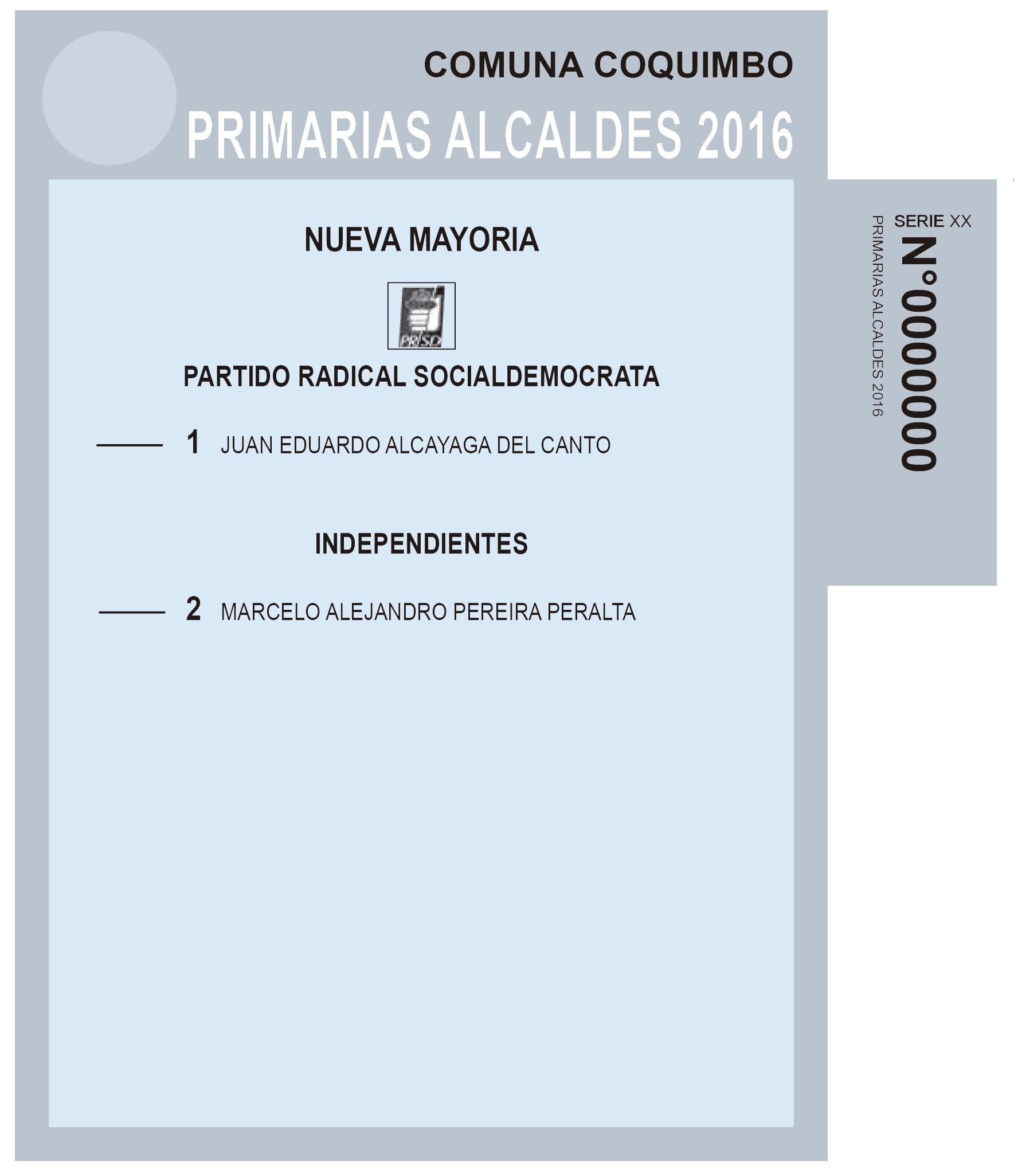
Papeleta de votación utilizada en las primarias de la Nueva Mayoría en Coquimbo.

| Partido                    | Partido                         | Votos   | %      | Candidatos | Nominados |
| -------------------------- | ------------------------------- | ------- | ------ | ---------- | --------- |
|                            | Partido Demócrata Cristiano     | 44 445  | 24,55% | 36         | 16        |
|                            | Partido Socialista              | 40 553  | 22,40% | 33         | 13        |
|                            | Independientes                  | 37 665  | 20,80% | 27         | 10        |
|                            | Partido por la Democracia       | 24 959  | 13,79% | 23         | 6         |
|                            | Partido Radical Socialdemócrata | 24 153  | 13,34% | 21         | 6         |
|                            | Partido Comunista               | 8847    | 4,89%  | 7          | 2         |
|                            | Izquierda Ciudadana             | 231     | 0,13%  | 1          | 0         |
|                            | MAS Región                      | 191     | 0,11%  | 1          | 0         |
| Votos válidamente emitidos | Votos válidamente emitidos      | 181 044 | 100%   | 149        | 53        |